# USS Bobolink (AM-20)
USS Bobolink (AM-20/AT-131/ATO-131) – trałowiec typu Lapwing służący w United States Navy w okresie I wojny światowej i II wojny światowej.
Zwodowano go 15 czerwca 1918 w stoczni Baltimore Dry Dock and Shipbuilding Company w Baltimore, matką chrzestną była Elsie Jean Willis. Jednostka weszła do służby 28 stycznia 1919, pierwszym dowódcą został Lieutenant Frank Bruce.
Brał udział w działaniach II wojny światowej.
Służył na wodach hawajskich do 1945. Wrócił do Mare Island Naval Shipyard, gdzie został wycofany ze służby 22 lutego 1946. Sprzedany przez Maritime Commission 5 października 1946.

## Odznaczenia
"Bobolink" otrzymał 1 battle star za służbę w czasie II wojny światowej.